# Contea di Hongdong
La contea di Hongdong (洪洞县S, Hóngtóng XiànP) è una contea della Cina, situata nella provincia dello Shanxi e amministrata dalla prefettura di Linfen. Nel 2019 contava 766 579 abitanti.